# Spirabutilon citrinum
Spirabutilon citrinum är en malvaväxtart som beskrevs av Antonio Krapovickas. Spirabutilon citrinum ingår i släktet Spirabutilon och familjen malvaväxter. Inga underarter finns listade i Catalogue of Life.